# Ołeksij Szczerbak
Ołeksij Wasylowycz Szczerbak (ukr. Олексій Васильович Щербак; ur. 31 stycznia 1994) – ukraiński zapaśnik walczący w stylu wolnym. Zajął trzynaste miejsce na mistrzostwach Europy w 2017. Trzeci na ME U-23 w 2016. Wicemistrz Europy juniorów w 2014 roku.